# ペルセウス座・うお座超銀河団

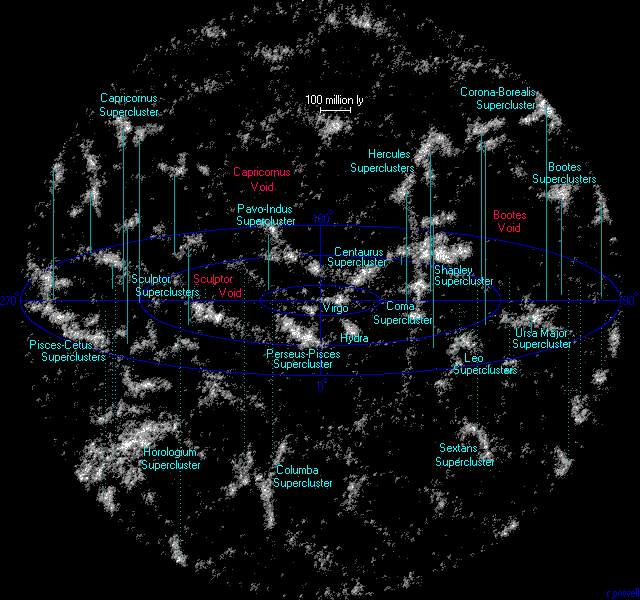
近傍宇宙の大規模構造マップ（超銀河座標）。

ペルセウス座・うお座超銀河団（ペルセウスざ・うおざちょうぎんがだん、英： Perseus-Pisces Supercluster）は、現在知られている、最大の宇宙の大規模構造の一つ（超銀河団）である。2.5 億光年の距離にありながら、この銀河団のチェーンは、北天の冬空で 40°以上の広がり持つ。ペルセウス座・うお座超銀河団は、近傍の宇宙（3 億光年以内）において、 局部超銀河団（おとめ座超銀河団の別名）の両サイドに位置する、2つの支配的な銀河の密集域の一つであり、銀河系の銀河面の近くに見える。
ペルセウス座・うお座超銀河団を構成する主な銀河団は、 Abell 262、 Abell 347 および ペルセウス座銀河団（Abell 426） である。